# Andrena krigiana
Andrena krigiana is een vliesvleugelig insect uit de familie Andrenidae. De wetenschappelijke naam van de soort is voor het eerst geldig gepubliceerd in 1901 door Robertson.